# Shinran
Shinran (親鸞) ou Zenshin (善信, Kyōto, 1173 – id., 1262) est le fondateur de l'école bouddhique japonaise Jōdo-Shinshū (« École véritable de la Terre pure »), le courant qui compte aujourd'hui le plus de fidèles Japon. Il s'est donné lui-même le surnom de « Tondu-l'imbécile » (愚禿, Gutoku). L'empereur Meiji lui a conféré le titre posthume de « Grand Maître qui a vu la vérité » (見眞大師, Kenshin daishi).

## Biographie
Son père était un petit fonctionnaire gouvernemental. Il semble que sa famille ait connu la disgrâce à cause des agissements de son grand-père, ce qui laissait à Shinran peu de chance de faire une belle carrière. Il se peut que ce soit la raison qui l'ait poussé à entrer dans les ordres monastiques à l'âge de neuf ans, après le décès de ses parents.

### De la vie monastique à l'état laïc
Il entame alors ses études au Hieizan (Mont Hiei), où il pratique assidûment le « nembutsu perpétuel » au cours de retraites de quatre-vingt-dix jours qui consistent en circumambulations autour de la statue du bouddha Amitabha tout en récitant sans cesse le nembutsu.
En 1201, il quitte le Mont Hiei pour devenir le disciple de Hônen, un moine influent qui prônait fortement le nembutsu et qui fondera l'école du Jôdo-shû (École de la Terre pure), et il reste à ses côtés jusqu'en 1207, date à laquelle tous deux sont envoyés en exil hors de la capitale Kyoto, dans des lieux différents et les deux hommes ne se reverront plus. Le gouvernement défroquera Shinran, et il ne rentrera en grâce que quatre ans plus tard, Avec cet exil, Shinran ne reverra plus Hônen.
Cet exil sera un événement central dans la vie de Shinran. Il a alors 35 ans, et depuis l'âge de neuf ans, il n'a rien connu d'autre que la vie monastique. Étant défroqué, il est libéré du contrôle et des règles du gouvernement, sans avoir pour autant choisi la vie de laïc. Il appellera son nouveau mode de vie hisô hizoku, « ni moine ni laïc », une formule qui deviendra célèbre. Il va également se marier et avoir une famille — sa femme, Eshinni écrira plus tard des lettres importantes sur la pratique de la Terre pure —, et ce mariage aura une grande influence dans le mouvement que Shiran créera : son école est la seule dont l'autorité repose sur une lignée directe de son fondateur.

### Au Kantô: développement de la doctrine
En 1211, le gouvernement gracie Shinran. Il part en 1214 s'installer dans la région du Kantô et il y vit une expérience spirituelle majeure qui va orienter toute sa conception du bouddhisme : il comprend qu'il n'est pas nécessaire de répéter sans cesse les soutras de la Terre pure, et qu'une seule récitation du nembutsu faite avec une foi véritable suffit pour être sauvé et délivré de la souffrance (dukkha). Il rédigera en 1224 son ouvrage majeur, Kyôgôshinshô (« Enseignement, pratique, foi et réalisation ») et ne cessera, trente ans durant, de le retravailler et d'en affiner le contenu.

### Organisation de la communauté
Dès lors, il donne un enseignement aux masses de fidèles centré sur la confiance dans le Bouddha Amida, et la récitation du nembutsu avec sincérité, foi, et en aspirant à renaître dans la Terre pure. Il fonde des communautés locales pour répandre son enseignement et sa doctrine, très souvent dans des maisons privées qui vont jouer le rôle de nembutsu dôjô ou salles de récitation du nom de Bouddha. Cependant, il n'a pas de disciples au sens formel du terme, et ne prétend pas détenir un savoir particulier. Il ne développe donc aucune hiérarchie, et créée ainsi le mouvement le plus égalitaire qui ait jamais existé dans le bouddhisme de l'Asie de l'Est.
Toutefois, cette organisation lâche et décentralisée va se retourner en partie contre Shinran quand il quitte le Kantô pour retourner à Kyoto. Car c'était sa personne qui maintenait ensemble ces différentes congrégations autonomes. Après son départ, des tensions apparurent, certaines personnalités voulant prendre la commande du mouvement et se montrant autoritaires. Par ailleurs, dans une expérience qui lui fut très douloureuse, Shinran fut amené à désavouer son propre fils, Zenran. Celui-ci affirmait détenir des enseignements secrets que son père lui aurait donnés, et prétendait être ainsi dans une véritable relation de disciple à maître avec son père, relation dont Shinran n'avait jamais voulue.
Shinran mourut peu après ces événements, à l'âge de 89 ans.

### Note
On relèvera que la première biographie de Shinran a été écrite par son petit-fils Kakunyo (1270-1351). Des versions illustrées de sa vie apparurent au Japon, d'abord sous forme de rouleau à main, puis de rouleaux suspendus. Ceux-ci étaient exposés dans le temple à l'occasion de la commémoration annuelle de la mort de Shinran. Le public présent pouvait ainsi voir sa vie, et en même temps entendre son histoire récitée à haute voix par un moine, un genre de spectacle qui était connu sous le nom d'etoki (« explication par l'image »).

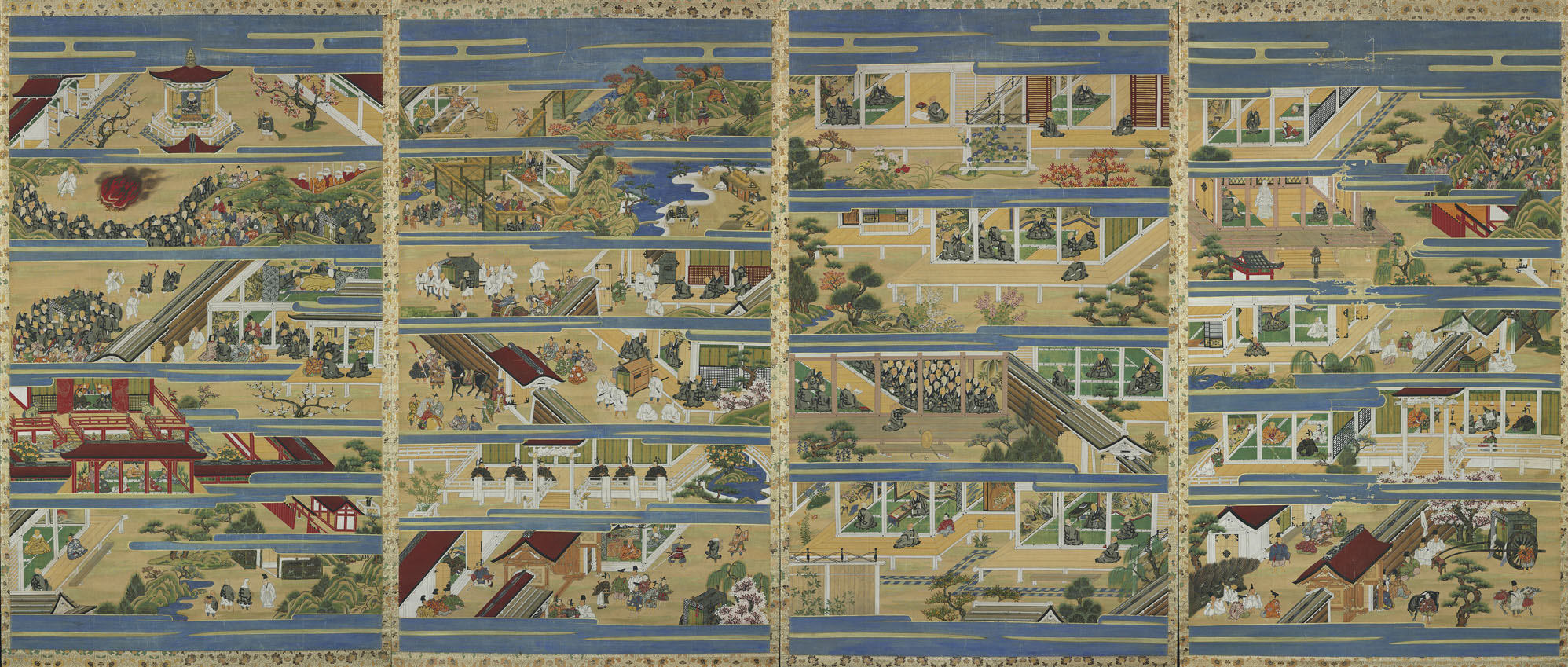
Quatre panneaux narrant de la vie de Shinran (artiste inconnu. L'œuvre se lit chronologiquement, de droite à gauche et de bas en haut. (Metropolitan Museum, New York).

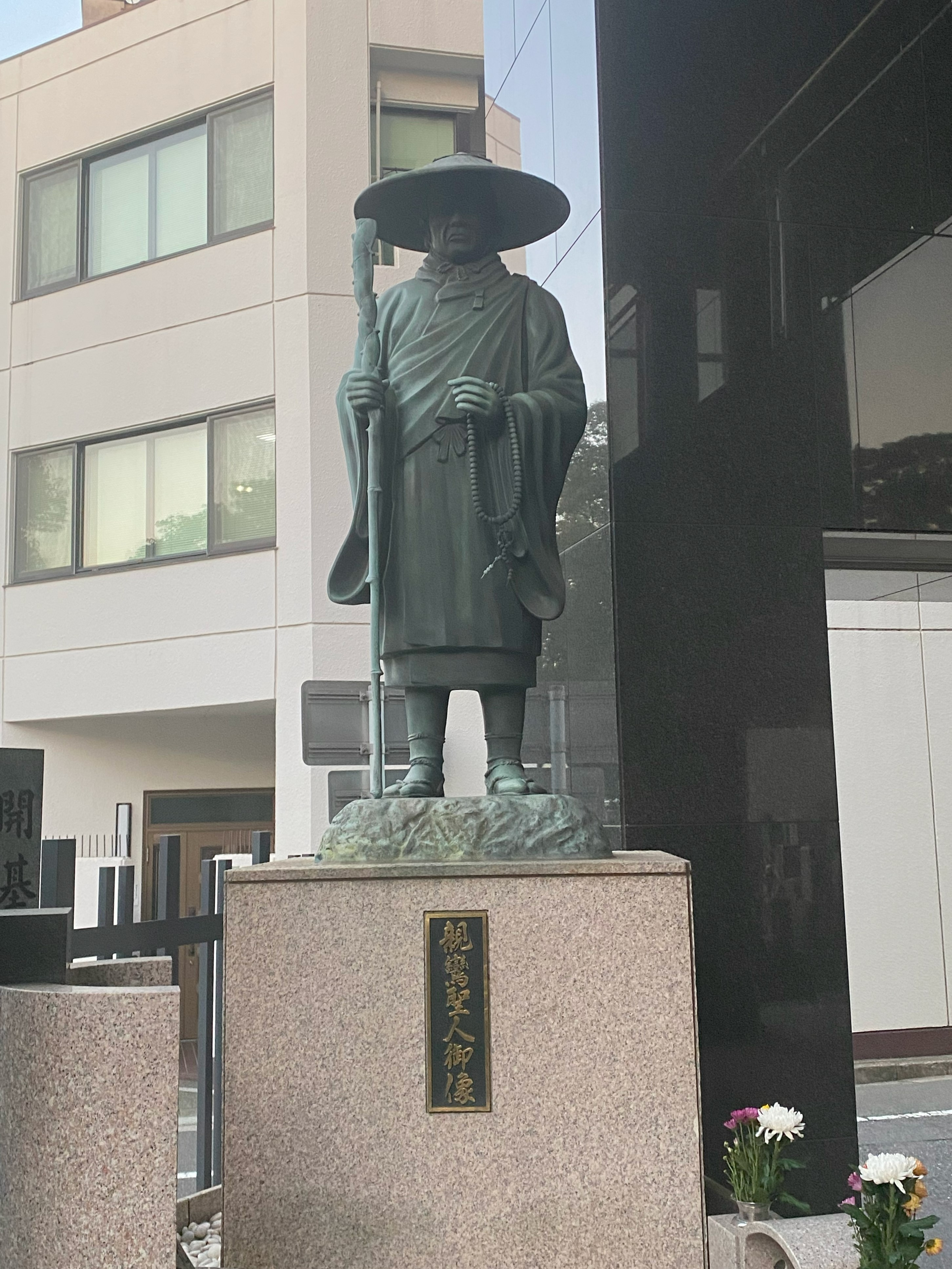
Statue de SHINRAN à Hiroshima

### Traductions
- Shinran (textes choisis, introduits, traduits et annotés par Jean Eracle), Sur le vrai Bouddhisme de la Terre Pure, Paris, Seuil, coll. « Sagesses », 1994, 135 p. (ISBN 978-2-020-22753-7)
- Jean Eracle (trad., introd. et notes et commentaires), Un bouddhisme pour tous. L'Amidisme, Genève, Société bouddhique Jôdô-Shinshû, 1976, 142 p.L'ouvrage est une brève anthologie. De Shinran, on trouve, p. 37-44 un résumé du Kyô Gyô Shin Shô ; p. 53-57, le Shôshin Ge (Poème sur la foi véritable) ; p. 57-76, le Tannishô.
- Shinran, Seikaku, Hônen, Genshin, Le Tannishô: le bouddhisme de la Terre pure selon Shinran et ses prédécesseurs. Cinq textes traduits du japonais par Jérôme Ducor, Paris, Cerf, coll. « Patrimoines — Orientalisme », 2011, 160 p. (ISBN 978-2-204-09378-1)
- (en) Shinran Shonin (trad. Hisao Inagaki), Kyōgyōshinshō: On Teaching, Practice, Faith, and Enlightenment,, Berkeley, Numata Center for Buddhist Translation and Research, 2003, 452 p. (ISBN 1-886-43916-8, lire en ligne)

### Études en français
- Jérôme Ducor, Shinran, Un réformateur bouddhiste dans le Japon médiéval, Gollion (CH), Infolio, coll. « Le maître et le disciple », 2008, 206 p. (ISBN 978-2-88474-926-8)
- Jérôme Ducor, « Compte rendu de : Kanamatsu Kenryô, Le Naturel, un classique du bouddhisme Shin, suivi d'un commentaire par Reza Shah-Kazemi, préface de Francoise Bonardel (Paris, L'Harmattan, 2011) »; Les cahiers bouddhiques, no. 8 (Paris, Institut d'Études Bouddhiques, 2015), p. 123-131  (ISSN 1777-926X) [lire en ligne (page consultée le 20 janvier 2024)]
- Kenryô KANAMATSU (trad. de l'anglais par Ghislain Chetan, préf. de Françoise Bonardel), Le naturel : un classique du bouddhisme Shin (Suivi d'un commentaire de Reza Shah-Kazemi), Paris, L'Harmattan, 2011, 124 p. (ISBN 978-2-296-13070-8, présentation en ligne)
- Dennis Gira, Le sens de la conversion dans l'enseignement de Shinran, Paris, Maisonneuve & Larose, 1985, xx + 272 (présentation en ligne)
- Émile Steinilber-Oberlin, Le bouddhisme japonais, Paris, Sully, 2018 (1re éd. 1930, sous le titre Les sectes bouddhiques japonaises. Histoire, doctrines philosophiques, textes, les sanctuaires, Paris, G. Crès), 266 p. (ISBN 978-2-354-32315-8), chap. 10 (« École Shinshû »), p. 201-240Trad. angl. :  The Buddhist Sects of Japan, New York - London, Routledge, 2013, 320 p.  (ISBN 978-0-415-85097-1)

### Études en anglais
- (en) Alfred Bloom, The Essential Shinran: A Buddhist Path of True Entrusting, World Wisdom, 2007, 328 p. (ISBN 978-1-933-31621-5)
- (en) Jérôme Ducor, Shinran and Pure Land Buddhism; San Francisco, Jodo Shinshu International Office, 2021; 188 pp., Bibliography  (ISBN 978-0-9997118-2-8).
- (en) James C. Dobbins, Jodo Shinshu: Shin Buddhism in Medieval Japan, Bloomington (IL), Indiana University Press, 1989, 264 p. (ISBN 978-0-824-85905-3)

### Autour de Shinran
- Hyakuzō Kurata. Le prêtre et ses disciples (traduit du japonais par Kuni Matsuo et Émile Steinilber-Oberlin, Paris, Reider, 1932. (réf. SUDOC : 048196908); trad. en angl. par Glenn W. Shaw, The Priest and his disciples Tokyo, Hokuseido, 1922, v + 246 p. [lire en ligne (page consultée le 20 janvier 2024)]Cette pièce qui se base sur le Tannisho fut un grand succès et contribua grandement à la notoriété de Shinran au Japon dans les années 1920 (Ducor, 2008, p. 99).